# Кончи, Фин
Фин Нгаина Роа Кончи (англ. Fin Ngahina Roa Conchie; род. 10 августа 2003, Гамильтон) — новозеландский футболист, полузащитник клуба «Веллингтон Феникс» и сборной Новой Зеландии. Участник Олимпийских игр 2024 в Париже.

## Клубная карьера
Кончи — воспитанник клубов «Лоуэр Хатт Сити» и «Веллингтон Феникс». В 2022 году игрок дебютировал за дублирующий состав последних. 22 октября 2023 года в матче против «Вестерн Сидней Уондерерс» он дебютировал в A-Лиге. 

## Международная карьера
В 2022 году в составе юношеской сборной Новой Зеландии Кончи выиграл юношеский чемпионат Океании в Таити. На турнире он сыграл в матчах против команд Островов Кука, Американского Самоа, Соломоновых островов, Папуа Новой Гвинеи, Таити и Фиджи. 
В том же году Кончи принял участие в молодёжном чемпионате мира в Аргентине. На турнире он сыграл в матчах против команд Гватемалы, Узбекистана, Аргентины и США.
В 2024 году Кончи был включён в заявку олимпийской сборной Новой Зеландии на участие в Олимпийских играх в Париже. На турнире он сыграл в матче против команды Франции.